# Christian D'Urso
Christian D'Urso (Rieti, 26 luglio 1997) è un calciatore italiano, centrocampista della Triestina.

## Caratteristiche tecniche.
Centrocampista veloce e resistente dal punto di vista atletico, dotato tecnicamente e bravo negli inserimenti offensivi, ha iniziato a giocare sulla fascia per essere poi spostato nella posizione di mezzala ai tempi delle giovanili della Roma. Per le sue caratteristiche è stato paragonato a Simone Perrotta e Lorenzo Pellegrini.

## Carriera

### Gli inizi, Roma
Cresciuto nel settore giovanile del Rieti, nel 2010 è passato alla Roma, con cui nel 2016 ha vinto lo Scudetto con la Primavera.

### Vari prestiti
Il 19 agosto seguente passa in prestito al Latina; nel gennaio successivo si trasferisce al Carpi, con cui tuttavia colleziona soltanto una presenza. Il 17 luglio 2017 passa all'Ascoli, con cui il 24 ottobre scena la prima rete a livello professionistico, nella vittoria casalinga contro lo Spezia. Al termine della stagione, dopo aver ritrovato il posto da titolare in seguito ad alcuni infortuni, conquista la salvezza tramite i play-out. Il 30 agosto 2018 viene ceduto, sempre a titolo temporaneo, all'Apollōn Smyrnīs.

### Cittadella e Perugia
Il 7 agosto 2019 viene acquistato a titolo definitivo dal Cittadella. Il 9 novembre successivo, segna la sua prima rete con la maglia granata nella vittoria per 2-0 in trasferta contro il Perugia.
Dopo 2 stagioni e mezzo si trasferisce al Perugia in prestito con obbligo di riscatto.

### Cosenza
Il 1º luglio 2022 viene ceduto a titolo definitivo al Cosenza.

### Triestina
Il 1º settembre 2023, viene ceduto in prestito con obbligo di riscatto alla Triestina, in Serie C, nella sua prima stagione raccoglie 32 presenze tra campionato, play off e coppa, condite da 3 gol e 10 assist.
Il 5 agosto 2024, viene ufficialmente riscattato dal club giuliano.

## Statistiche

### Presenze e reti nei club
Statistiche aggiornate al 25 aprile 2025.
| Stagione            | Squadra           | Campionato        | Campionato | Campionato | Coppe nazionali | Coppe nazionali | Coppe nazionali | Coppe continentali | Coppe continentali | Coppe continentali | Altre coppe | Altre coppe | Altre coppe | Totale | Totale |
| Stagione            | Squadra           | Comp              | Pres       | Reti       | Comp            | Pres            | Reti            | Comp               | Pres               | Reti               | Comp        | Pres        | Reti        | Pres   | Reti   |
| ------------------- | ----------------- | ----------------- | ---------- | ---------- | --------------- | --------------- | --------------- | ------------------ | ------------------ | ------------------ | ----------- | ----------- | ----------- | ------ | ------ |
| 2015-2016           | Roma              | A                 | 0          | 0          | CI              | 0               | 0               | UCL                | 0                  | 0                  | -           | -           | -           | 0      | 0      |
| ago. 2016-gen. 2017 | Latina            | B                 | 15         | 0          | CI              | 0               | 0               | -                  | -                  | -                  | -           | -           | -           | 15     | 0      |
| gen.-giu. 2017      | Carpi             | B                 | 1          | 0          | CI              | 0               | 0               | -                  | -                  | -                  | -           | -           | -           | 1      | 0      |
| 2017-2018           | Ascoli            | B                 | 18+2       | 2          | CI              | 1               | 0               | -                  | -                  | -                  | -           | -           | -           | 21     | 2      |
| 2018-2019           | Apollōn Smyrnīs   | SL                | 28         | 1          | CG              | 2               | 0               | -                  | -                  | -                  | -           | -           | -           | 30     | 1      |
| 2019-2020           | Cittadella        | B                 | 26+1       | 4          | CI              | 1               | 0               | -                  | -                  | -                  | -           | -           | -           | 28     | 4      |
| 2020-2021           | Cittadella        | B                 | 31+2       | 3          | CI              | 1               | 0               | -                  | -                  | -                  | -           | -           | -           | 34     | 3      |
| 2021-gen. 2022      | Cittadella        | B                 | 14         | 0          | CI              | 2               | 0               | -                  | -                  | -                  | -           | -           | -           | 16     | 0      |
| Totale Cittadella   | Totale Cittadella | Totale Cittadella | 71+3       | 7          |                 | 4               | 0               |                    | -                  | -                  |             | -           | -           | 78     | 7      |
| gen.- giu. 2022     | Perugia           | B                 | 12+1       | 1          | CI              | -               | -               | -                  | -                  | -                  | -           | -           | -           | 13     | 1      |
| 2022-2023           | Cosenza           | B                 | 36+2       | 4          | CI              | 1               | 0               | -                  | -                  | -                  | -           | -           | -           | 39     | 4      |
| ago. 2023           | Cosenza           | B                 | 3          | 0          | CI              | 1               | 0               | -                  | -                  | -                  | -           | -           | -           | 4      | 0      |
| Totale Cosenza      | Totale Cosenza    | Totale Cosenza    | 39+2       | 4          |                 | 2               | 0               |                    | -                  | -                  |             | -           | -           | 43     | 4      |
| ago. 2023-2024      | Triestina         | C                 | 29+2       | 3          | CI-C            | 1               | 0               | -                  | -                  | -                  | -           |             |             | 32     | 3      |
| 2024-2025           | Triestina         | C                 | 30         | 1          | CI-C            | 1               | 0               | -                  | -                  | -                  | -           | -           | -           | 31     | 1      |
| Totale Triestina    | Totale Triestina  | Totale Triestina  | 59+2       | 4          |                 | 2               | 0               |                    | -                  | -                  |             | -           | -           | 63     | 4      |
| Totale carriera     | Totale carriera   | Totale carriera   | 253        | 19         |                 | 11              | 0               |                    | 0                  | 0                  |             | -           | -           | 264    | 19     |

## Palmarès

### Club

#### Competizioni giovanili
- Campionato Primavera: 1

Roma: 2015-2016